# 볼로뉴 숲의 여인들
볼로뉴 숲의 여인들(Les Dames Du Bois De Boulogne, The Ladies Of The Bois De Boulogne)은 프랑스에서 제작된 로베르 브레송 감독의 1945년 드라마, 멜로/로맨스 영화이다. 드니 디드로의 소설 《운명론자 자크와 그 주인》의 일부를 현대적으로 각색해 제작하였다. 폴 버나드 등이 주연으로 출연하였다.

## 출연

### 주연
- 폴 버나드
- 마리아 카사레
- 엘리나 라부르데트

### 조연
- 루시엔느 보가에
- 장 마샤

## 제작진
- 미술: 맥스 더이